# ماهر صبرا
ماهر صبرا (من مواليد 14 يناير 1992) هو لاعب كرة قدم لبناني محترف يلعب مدافعًا لنادي النجمة اللبناني.

## مسيرته الدولية

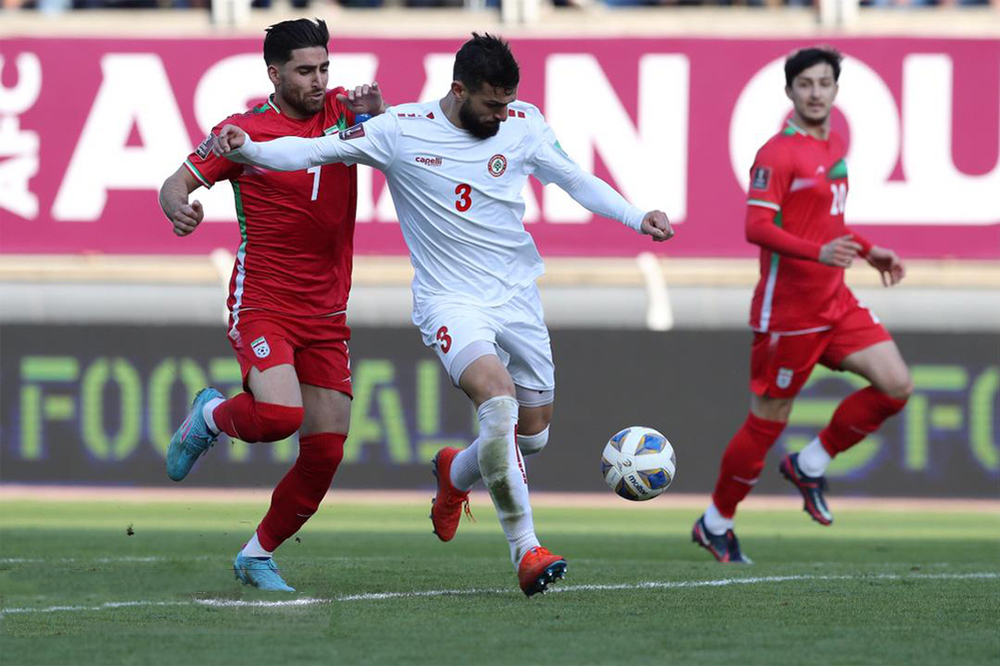
صبرا مع منتخب لبنان ضد منتخب إيران في 2022

سجل ماهر هدفه الدولي الأول مع منتخب لبنان في 1 فبراير 2022 على المنتخب العراقي في تصفيات كأس العالم 2022، لتنتهي المباراة بالتعادل 1–1.

## إحصائيات
آخر تحديث المباراة التي لُعبت في 19 نوفمبر 2022.
| المنتخب الوطني | السنة   | الظهور | الأهداف |
| -------------- | ------- | ------ | ------- |
| لبنان          | 2016    | 2      | 0       |
| لبنان          | 2017    | 1      | 0       |
| لبنان          | 2018    | 0      | 0       |
| لبنان          | 2019    | 0      | 0       |
| لبنان          | 2020    | 1      | 0       |
| لبنان          | 2021    | 8      | 0       |
| لبنان          | 2022    | 5      | 1       |
| المجموع        | المجموع | 17     | 1       |

## الإنجازات
- كأس لبنان:
  - البطل:2021-22، 2022-23
  - الوصيف: 2020-21

## روابط خارجية
- ماهر صبرا على موقع إي إس بي إن إف سي (الإنجليزية)
- ماهر صبرا على موقع قاعدة بيانات كرة القدم.إي يو (الإنجليزية)
- ماهر صبرا على موقع ناشيونال فوتبول تيمز (الإنجليزية)
- ماهر صبرا على موقع Soccerbase.com (لاعب) (الإنجليزية)
- ماهر صبرا على موقع Soccerway.com (الإنجليزية)
- ماهر صبرا على موقع عالم كرة القدم.نت (الإنجليزية)
- ماهر صبرا على موقع كووورة